# Volkswagen Golf I
Pour l’article homonyme, voir Volkswagen Golf.
 (décembre 2024).
La Volkswagen Golf I est une berline compacte du constructeur automobile allemand Volkswagen. Elle est la première génération de Volkswagen Golf.C'est aussi la génération de Golf la mieux vendue à ce jour.

## Historique
En 1969, le projet d'une berline compacte et moderne voit le jour. Soucieux d'affirmer une réelle rupture avec la Coccinelle, Volkswagen décide de faire confiance à un jeune styliste nommé Giorgetto Giugiaro, fondateur de Italdesign. Adepte des formes cubiques, il propose en août 1970 une maquette de petite voiture bicorps à hayon, fonctionnelle mais originale, qui reçoit immédiatement l'approbation du constructeur allemand. Ce dernier présente la Golf 1 en mai 1974,.

## Modèles

### Golf Mk1
Produites entre 1974 et 1984 et déclinée dans les versions suivantes : C, CL, LS, GL et GLS, ainsi que la très rare version S. La motorisation est proposée dans deux cylindrés : 1,1 L et 1,5 L. Dans la deuxième version de la série (reconnaissable à ses grands feux), des moteurs 1,3 L et 1,6 L (de 36 kW à 52 kW) sont proposés. La voiture est disponible en 3 ou 5 portes avec une boîte à 4 vitesses sur l'ensemble de la gamme, une boîte 5 en option ou une transmission automatique. En option, il est possible d'obtenir des jantes en aluminium type GTI, une console radio, un toit ouvrant manuel rare ainsi que des vitres électriques sur les derniers modèles. Certains préparateurs automobiles allemands ou belges ont proposé l'adaptation d'un toit ouvrant souple (comme sur les Cox Hoffmann). Une version diesel apparaît dès 1978, puis une version turbo-diesel développant respectivement 37 kW et 52 kW.

### Golf GTI
Dévoilée au Salon de Francfort en septembre 1975, la Golf GTI était équipée d'un moteur 1,6 litre à injection développant 110 ch et pesait 846 kg. Volkswagen présenta la GTI avec une cylindré de 1,8 litre en 1982 qui, malgré la puissance limitée à 112 ch, améliorait considérablement les temps d'accélération à moyen régime. Les Golf GTI « 1600 » et « 1800 » furent commercialisées à 461 690 exemplaires, un record pour une petite sportive de son acabit.
La version la plus aboutie de la Golf GTI série 1 fut la GTI 16S Oettinger. Entre 1981 et 1983, Volkswagen France commercialisa cette version spéciale de la GTI « 1600 ». Produite à 1250 exemplaires, cette « 1600 », en plus des attributs esthétiques (kit carrosserie, livrée blanche ou anthracite, jantes ATS…), bénéficiait d'une nouvelle culasse à 16 soupapes greffée directement sur le bloc de 1 600 cm3. Ce qui portera sa puissance maximale à 136 ch pour 6 500 tr/min et un couple maximum de 160 N m à 5 500 tr/min.
Elle aura comme concurrentes les Renault 5 Alpine et Renault 5 Alpine Turbo.
Des versions spéciales comme la « Rabbit » ou la « GTI Plus ». En mars 1984, Volkswagen arrête la production des Golf I. Cependant, elle a continué à être produite en Afrique du Sud jusqu'en 2009 sous le nom de Citigolf.
La voiture remporte le VLN Langstreckenmeisterschaft Nürburgring en 1982.

### Cabriolet

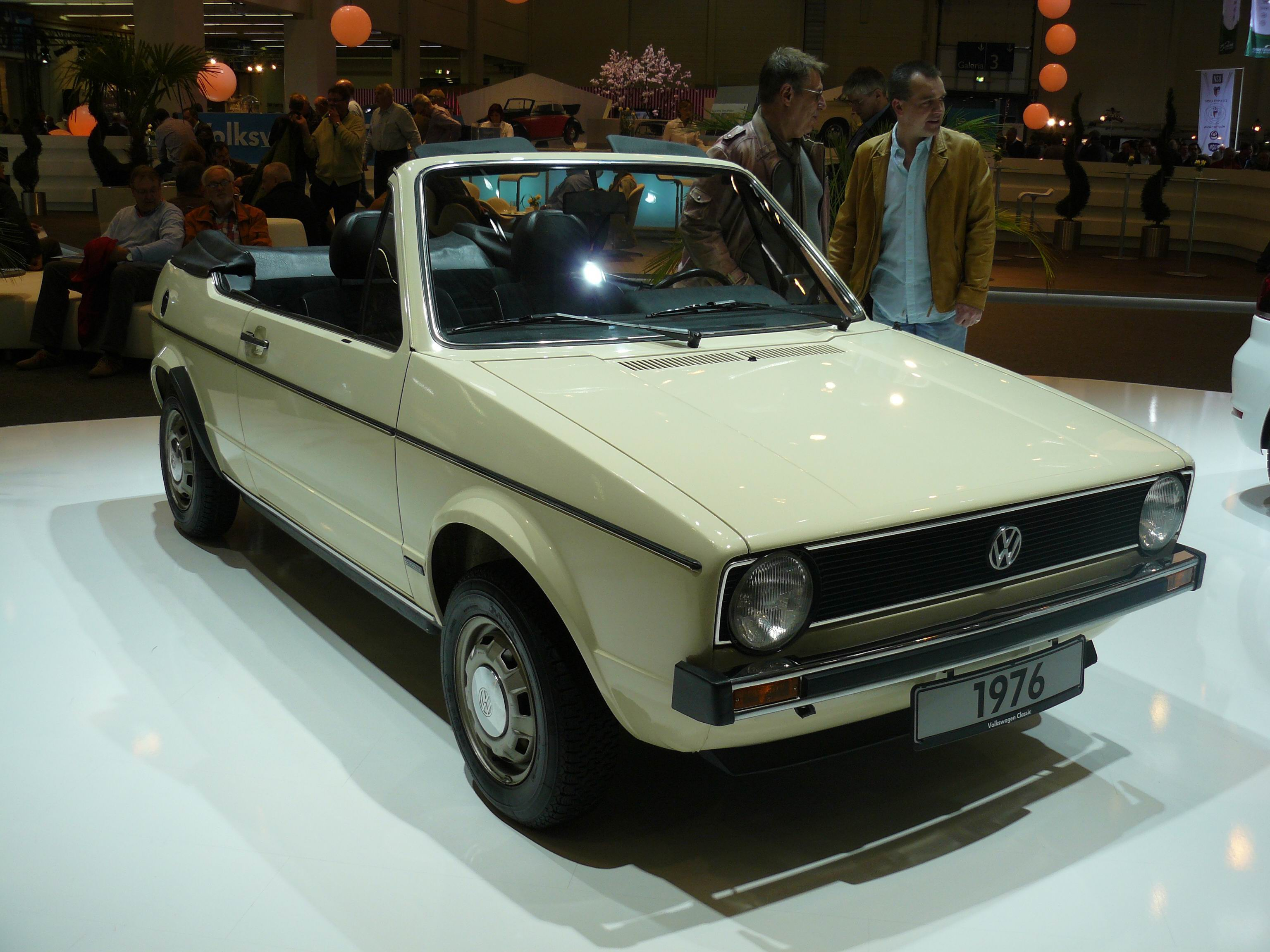
Le cabriolet prototype de 1976.

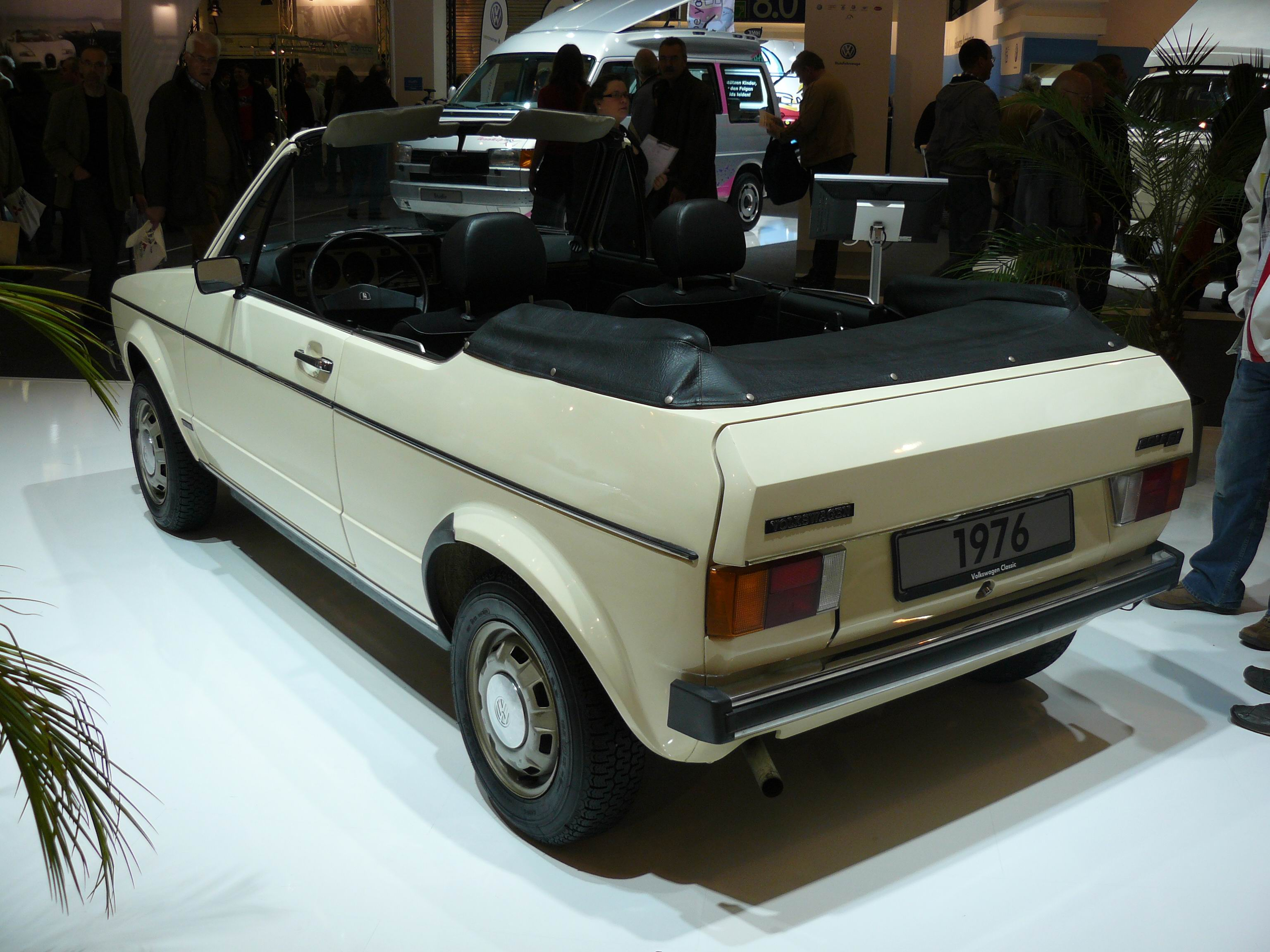
La vue arrière du cabriolet prototype de 1976.

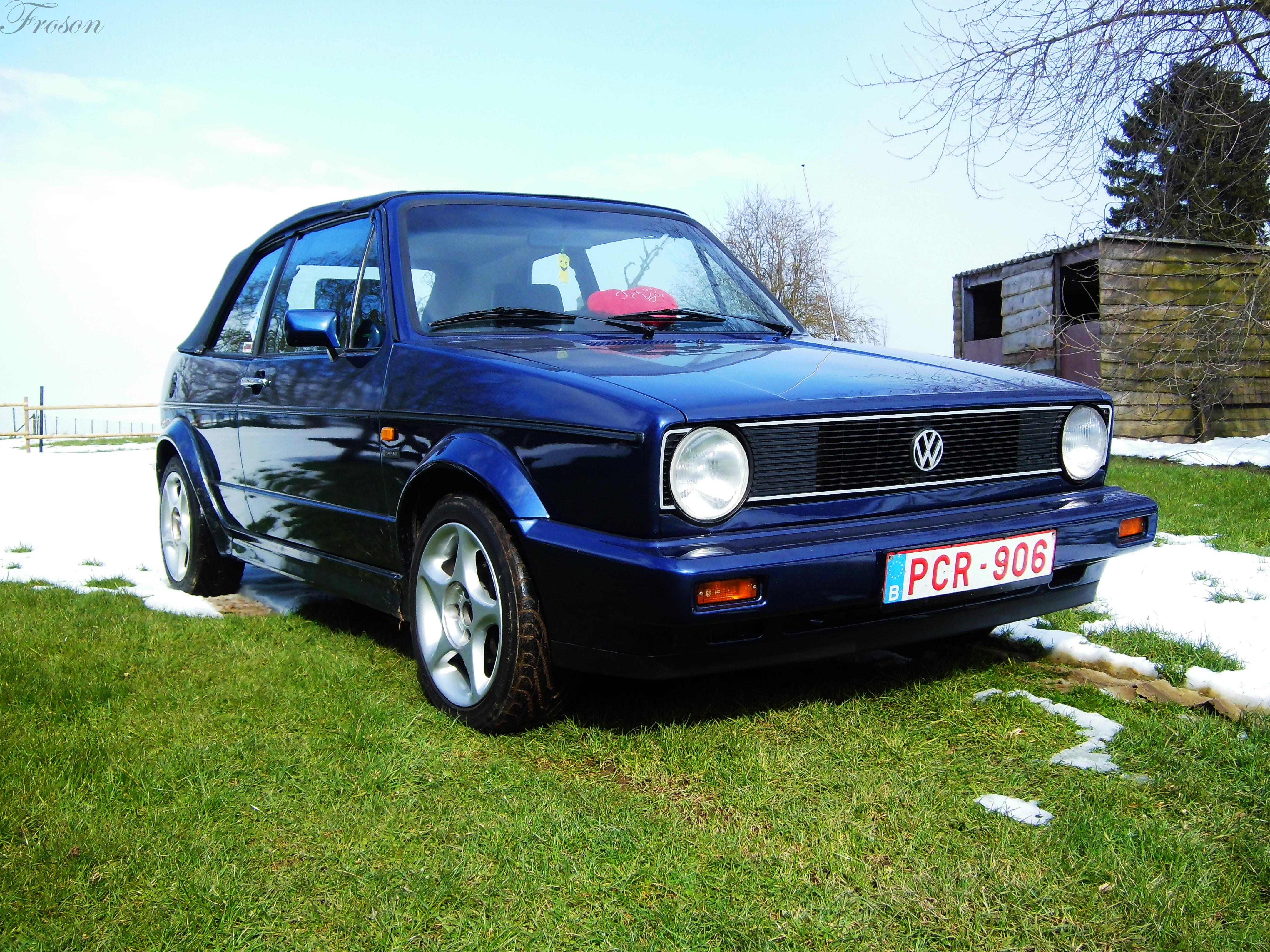
La Golf 1 cabriolet quartett, jantes non d'origine.

Née en 1974 sous les traits de crayon de Giugiaro, mais envisagée bien avant, la Golf a pour mission difficile de remplacer le modèle emblématique de Volkswagen : la Coccinelle. D'abord commercialisée en version berline 3 et 5 portes, la Golf 1 ne sera déclinée en cabriolet qu'en 1979, avec les motorisations les plus performantes de l'époque (1,5 litre 70 ch et 1,6 litre 110 ch). Faisant suite aux premières esquisses et prototypes élaborés dès 1976, elle fut présentée au Salon de Genève en février 1979, et sa production débuta en juin 1979.
La Golf cabriolet a été dessinée par le bureau d'études Karmann à Osnabrück. Surnommée par ses concepteurs 'le panier de fraises' en raison de son arceau fixe, elle poursuivra sa carrière jusqu'en 1993 (soit près de 15 ans et 388 522 exemplaires produits), date de la commercialisation de la Golf 3 Cabriolet. Fabriquées pour VW chez Karmann, les Golf 1 Cabriolet n'ont connu que très peu d'évolutions esthétiques dans leur carrière si ce n'est en 1987 le passage des petits pare-chocs aux gros pare-chocs.
Les motorisations :
- 1979 : 1,5 litre 70 ch / 1,6 litre 110 ch (injection)

- 1983 : 1,8 litre 112 ch (injection)

- 1984 : 1,8 litre 90 ch / 1,6 litre 75 ch / 1,8 litre 95 ch catalyseur

- 1986 : 1,6 litre 72 ch catalyseur

- 1990 : 1,8 litre 98 ch catalyseur

Les chiffres de production :
La Golf 1 Cabriolet tous modèles confondus a été produite en 388 522 exemplaires entre 1979 et 1993. La production de celle-ci a cessé en mai 1993.
- 1979 : 5 863 exemplaires

- 1980 :	18 572 exemplaires

- 1981 :	25 833 exemplaires

- 1982 :	27 794 exemplaires

- 1983 :	18 223 exemplaires

- 1984 :	26 812 exemplaires

- 1985 :	23 551 exemplaires

- 1986 :	25 079 exemplaires

- 1987 :	37 462 exemplaires

- 1988 : 27 460 exemplaires

- 1989 : 32 603 exemplaires

- 1990 : 31 791 exemplaires

- 1991 : 34 506 exemplaires

- 1992 : 36 724 exemplaires

- 1993 : 16 249 exemplaires

#### Séries spéciales
La Golf cabriolet sera déclinée en de nombreuses séries spéciales dont les plus emblématiques sont :
- La Bel Air bi-ton

- La Bel Air monochrome
- La Christmas Cabrio
- La Classic Line
- La Classic
- L'Etienne Aigner
- La Fashion Line
- La Genesis
- La Havanna
- La Quartett 1 (1986/1990)
- La Quartett 2 (1991/1993)
- La Sportline
- La Toscana
- L’Acapulco
- La White Edition
- La Azur
- La Youngline
- La Coast

### Volkswagen Rabbit (Amérique du Nord)

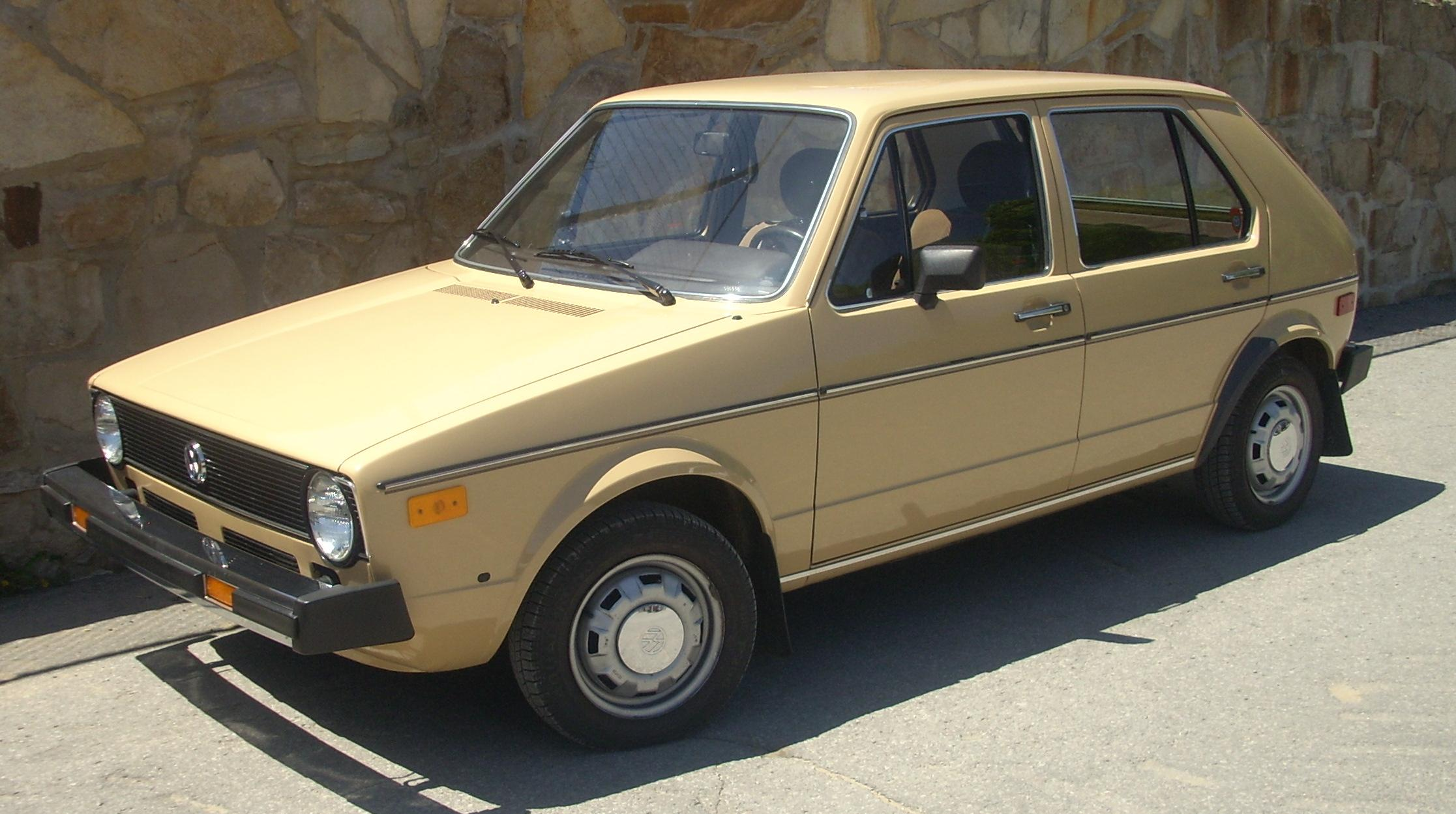
Volkswagen Rabbit Mk. 1.

En 1978, Volkswagen commença à produire la version nord-américaine de la Golf, dénommée Rabbit, dans son usine de Westmoreland. Un ancien motoriste de chez Chevrolet, James McLernon, fut choisi pour diriger l'usine, qui fut construite dans l'optique de baisser le prix de la Rabbit en Amérique du Nord grâce à une production sur place. Malheureusement, McLernon essaya d'américaniser la Golf (un cadre de chez Volkswagen, Werner Schmidt, parlera de «Malibuisation» de la voiture) , en rendant plus souple la suspension et en utilisant des matériaux bon marché pour l'intérieur. Cela déplut fortement aux amateurs américains de VW ainsi qu'aux cadres du groupe en Allemagne, et à partir de l'année-modèle 1983, l'usine de Pennsylvanie fut chargée de produire des amortisseurs et une suspension plus rigide ainsi qu'un intérieur de meilleure qualité. Cette même usine commença aussi fin 1982 à produire la GTI pour le marché nord-américain. Les Rabbits classiques furent elles-aussi produites en Pennsylvanie à partir de 1984. Le Volkswagen Caddy première génération, basé sur la Golf, vit le jour dans cette même usine.

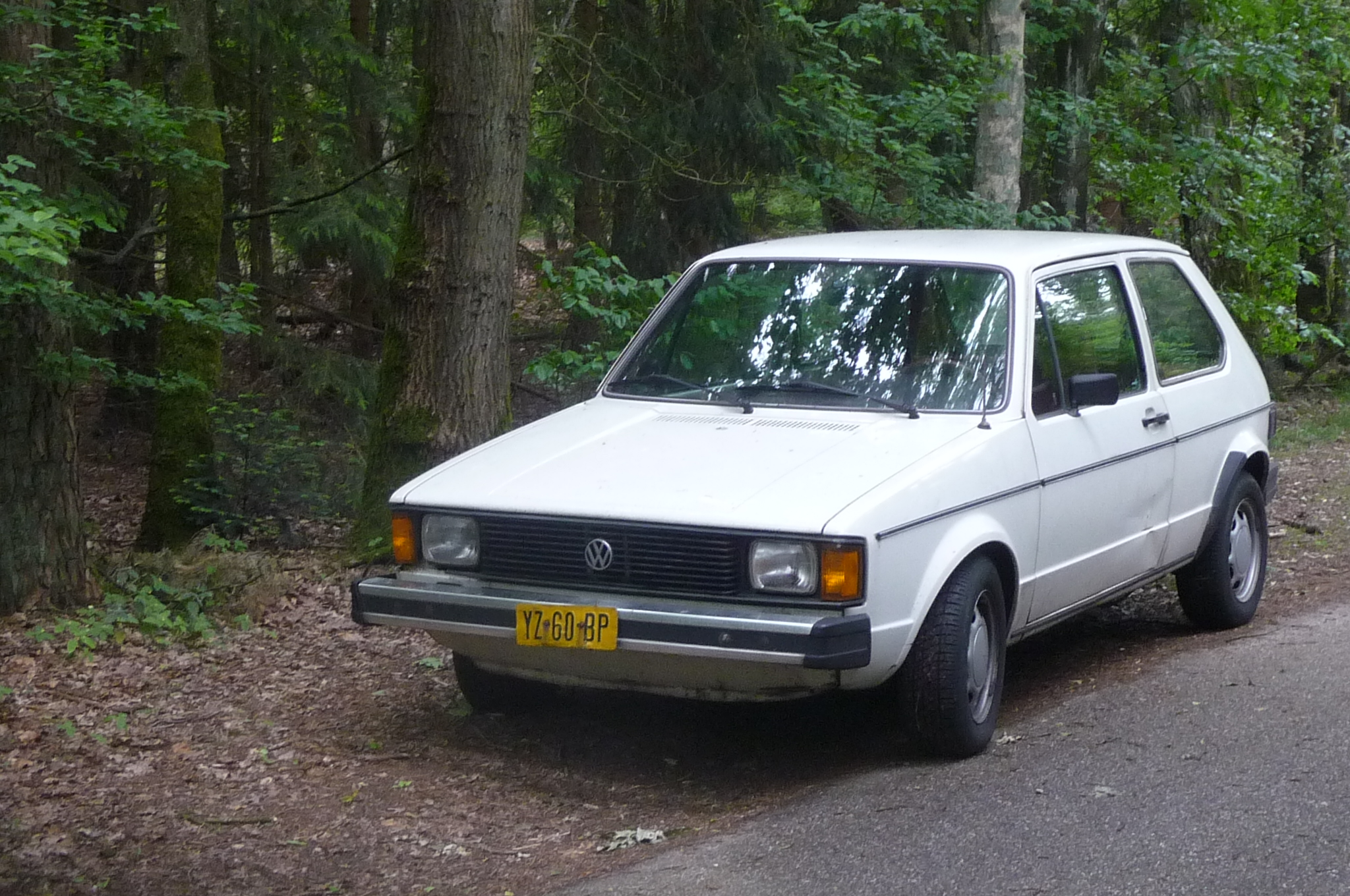
Volkswagen Rabbit Mk. 1 restylée.

Les Rabbit fabriquées en Allemagne continuèrent d'être importées au Canada jusqu'à l'année-modèle 1981, lorsque Volkswagen Canada décida d'en importer la version américaine.
Cette Golf américaine fut aussi utilisée comme taxi. La Yellow Cab Company de Lexington, dans le Kentucky, acheta onze Golf à la fin des années 1970 afin de réduire les coûts de consommation de ses véhicules, réalisant ainsi une économie estimée à 135 000 dollars par an.
Avant 1982, la Rabbit était motorisée par un 1 700 cm3 spécifique à l'Amérique du Nord, pour une puissance de 74 chevaux.

#### Rabbit GTI

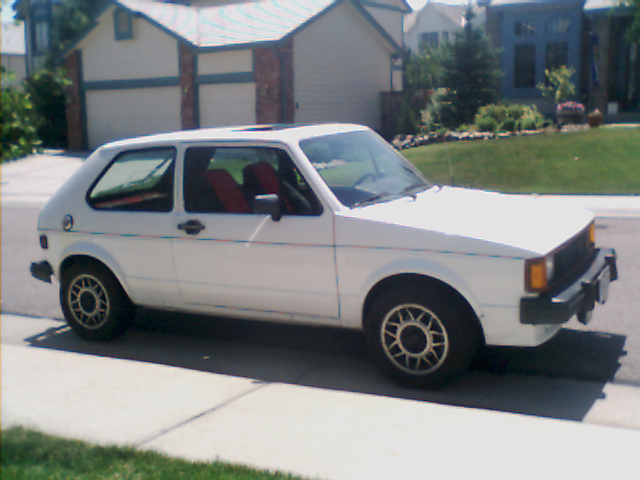
Rabbit GTI américaine.

La Volkswagen Rabbit GTI, version nord-américaine de la sportive Golf GTI, fut lancée au Canada en 1979 et aux États-Unis en 1983. Elle était assemblée avec des pièces fabriquées au Mexique, au Canada, en Allemagne ainsi que dans l'usine de Westmoreland aux États-Unis, et possédait le même châssis que sa cousine européenne, ainsi qu'une carrosserie similaire à quelques exceptions près. La Rabbit GTI se distinguait notamment par sa face avant plus carrée et ses jantes spécifiques au dessin dit "flocon de neige" . La sellerie pouvait être en feutre bleu ou rouge, ou bien en similicuir. La face avant plus carrée, particulièrement au niveau des clignotants plus enveloppants, lui apportait une sécurité accrue et n'influait que peu sur les performances de la voiture. Sous le capot, le moteur était un quatre cylindres 1800 cm3 fonctionnant à l'essence sans-plomb ; pour compenser sa taille accrue par rapport au moteur original, il adoptait des pistons allégés, des soupapes plus grandes, un taux de compression plus élevé et un échappement libre ainsi que quelques autres modifications mineures. Ce moteur était monté transversalement, et délivrait une puissance de 90 chevaux à travers une boite manuelle à cinq rapports. En 1984, la puissance du moteur fut relevée à 100 chevaux. Au total, 30 000 Rabbit 1800 cm3 furent construites en Pennsylvanie.

Quand la Rabbit GTI fit son apparition au Canada, elle disposait d'un 1 600 cm3 à injection K-Jetronic de 78 chevaux et d'une transmission à 5 vitesses courtes. Elle était initialement disponible en rouge, noir ou blanc. Ces voitures canadiennes étaient construites en Allemagne et étaient quasiment identiques en apparence aux Golf GTI de 109 chevaux européennes. Malheureusement pour les conducteurs enthousiastes, la direction et les organes de roulement étaient identiques à ceux des Rabbit canadiennes classiques. Des pare-chocs plus épais et des renforts de portières étaient rajoutés à la carrosserie. La voiture était très attirante, cependant sa conduite ne se révélait pas plus enthousiasmante que celle d'une Rabbit classique. Ce n'est qu'avec l'arrivée de la GTI américaine qu'une Golf plus rapide fut disponible au Canada, même si elle rendait encore 16 chevaux à la Golf GTI 1800 cm3 européenne. Un faible nombre de GTI européennes furent ramenées au Canada par des soldats en service en Europe que le gouvernement autorisait à ramener leur véhicule avec eux. Pour cette raison, les pièces européennes spécifiques étaient tout de même disponible chez VW of Canada. Il devenait dès lors possible, pour un coût toutefois élevé, de se construire une GTI européenne. Quelques amateurs firent ce choix en raison notamment de la réputation de la version continentale.

### Volkswagen Caribe (Mexique)

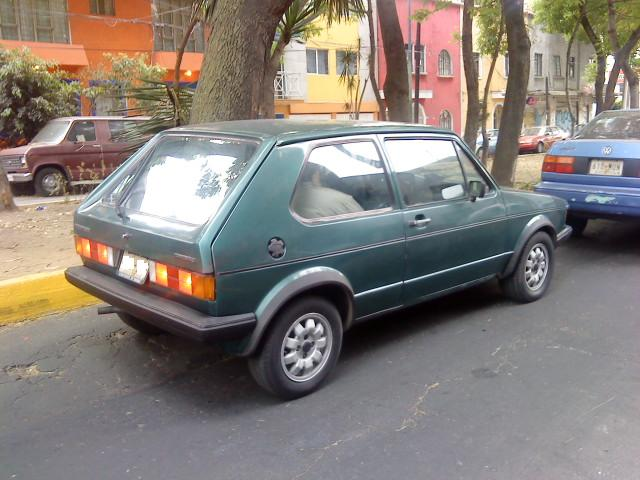
Volkswagen Caribe.

### Années 1970
La Golf MkI fut introduite au Mexique sous le nom de Volkswagen Caribe en mai 1977, en version 5 portes uniquement. Elle possédait une boite manuelle 4 vitesses associée à un moteur 1600 cm3 de 66 chevaux. La voiture connut un succès fulgurant. Pour l'année-modèle 1978, la gamme s'étendit avec l'arrivée de la version 3 portes ainsi que sa séparation en deux finitions distinctes : Normal et L. Elles conservaient toutes deux la boite 4 et le 1,6 litre. En 1979, une finition GL fut ajoutée.

### Années 1980

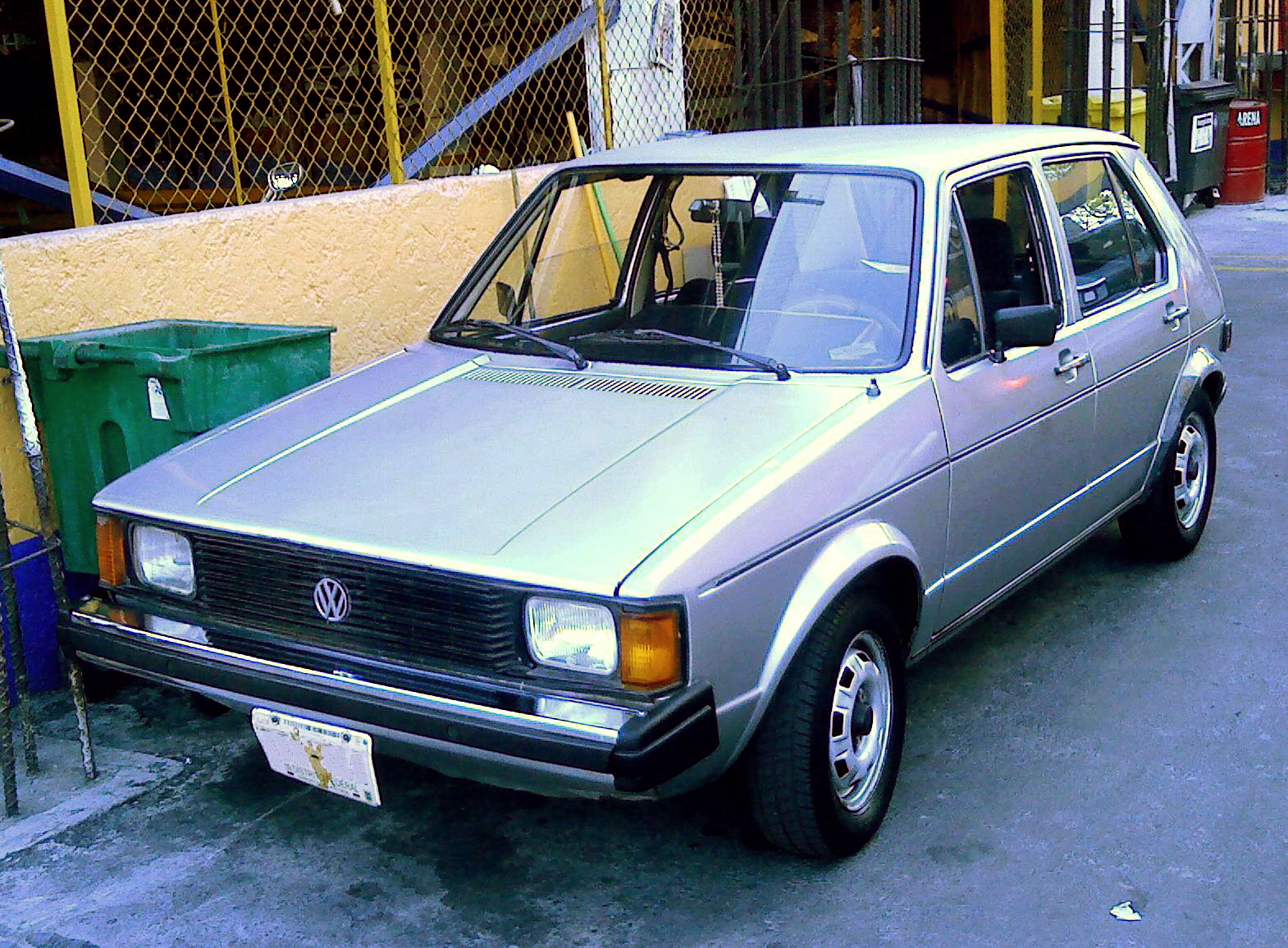
Volkswagen Caribe L (1982).

En 1980, la Caribe reçut des feux rectangulaires ainsi que de nouvelles couleurs. En 1981, elle fut modifiée afin d'inclure des pièces de la Rabbit américaine. En 1983 et 1984, avec la crise financière au Mexique, la version Normal fut renommée C et la L fut arrêtée, laissant comme seules finitions la C et la GL. Ces finitions reçurent toutes deux un nouveau tableau de bord provenant de la Golf européenne. En 1984, la version diesel de la Caribe C fut supprimée en raison de faibles ventes, mais une Caribe GT fit son apparition, dérivée de la Rabbit GTI. Cette version améliorée recevait un 1800 cm3 de 85 chevaux à carburateur.

### Séries limitées

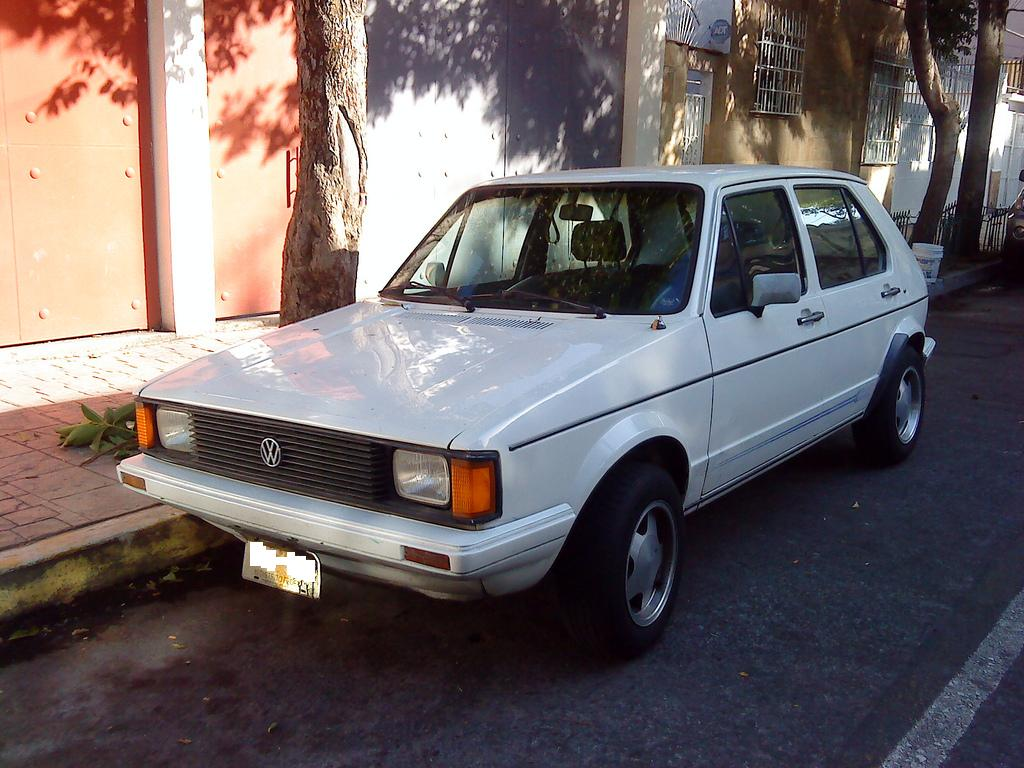
Volkswagen Caribe Plus (1987).

En 1986 sortit la Caribe City, une série limitée basée sur la Caribe C  mais disponible seulement avec les coloris Pearl Grey (gris perle) et  Turquoise Blue (bleu turquoise). En 1987, deux nouvelles éditions limitées firent leur apparition : la Caribe Plus et la Caribe Pro.
La Caribe Plus était basée sur la Caribe GL, et disponible seulement en Alpine White (blanc alpin). La Caribe Pro était elle basée sur la Caribe GT, et peinte en Black (noir) ou bien en Tornado Red (rouge tornade). En mars 1987, la Caribe fut remplacée par la Golf II après une belle carrière de 10 ans.

### Citi Golf (Afrique du Sud)

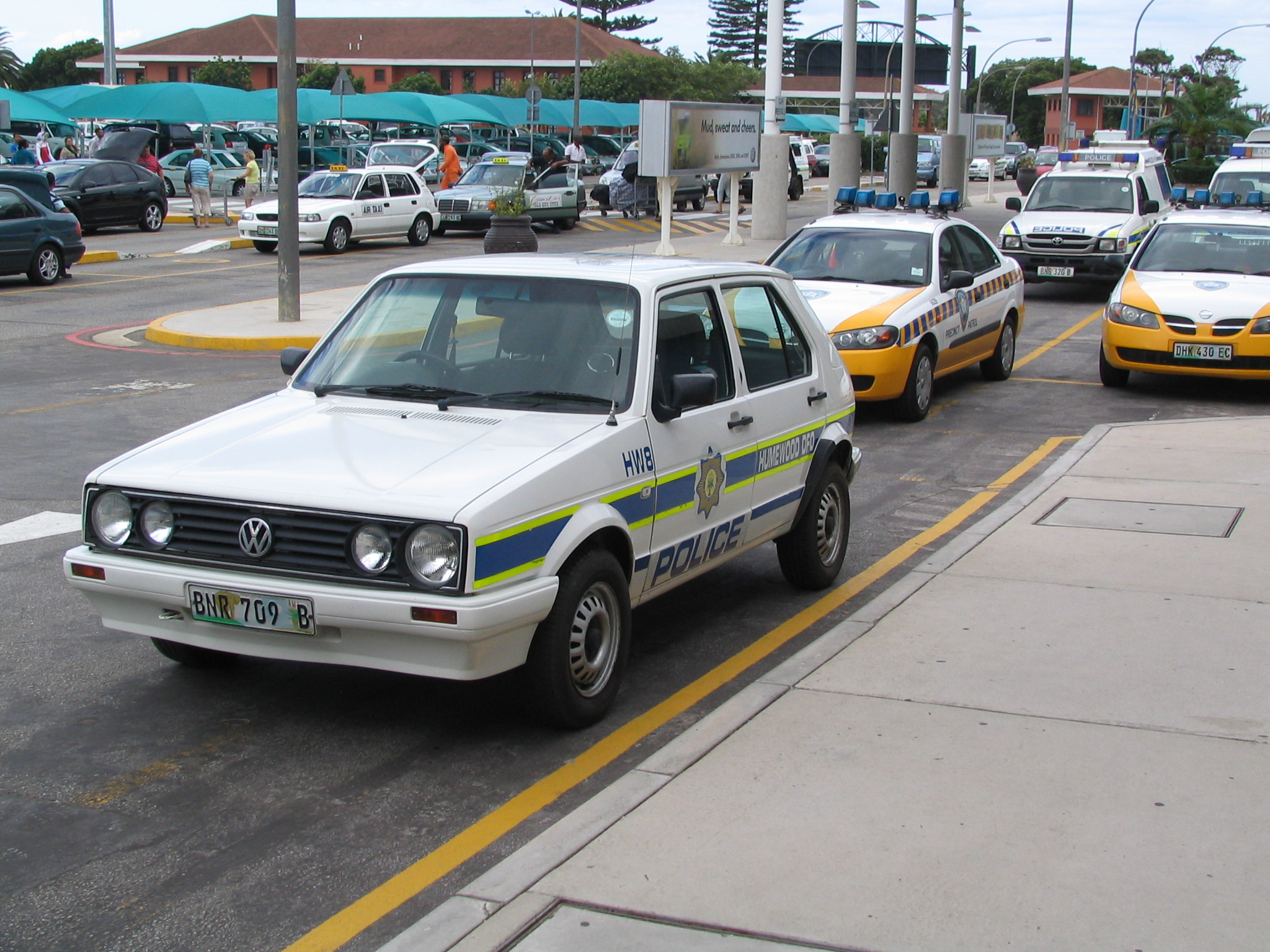
Volkswagen Citi Golf.

De 1984 à 2009, Volkswagen of South Africa a produit deux variantes de la Golf I, la Citi Golf 5 portes et le pick-up Caddy. Auparavant, la Golf I était déjà fabriquée, avec des motorisations essence ou diesel.
Le 22 septembre 2006, afin de célébrer le succès de la City Golf en Afrique du Sud, Volkswagen SA a annoncé une série limitée CityiR, motorisée par un 1800 cm3 à injection de 120 chevaux associé à une boite manuelle 5 vitesses.
La gamme Citi Golf 2007 démarre avec le modèle de base doté du moteur 1,4 litre ou du 1,6 litre à injection. Beaucoup de packs d'options sont disponibles, comme le Citi Rythm, le Citi.com et autres. Le haut de gamme se nomme CitiRox, lui aussi disponible en 1,4 ou 1,6 litre, tandis que les versions sportives se nomment Velociti et Citi Life. Les dernières Citi Golf produites se sont vues dotées d'un tableau de bord de Škoda Fabia ainsi que de nouveaux feux arrière.
La gamme 2009 de la Citi Golf s'articule ainsi
- CitiStorm 1.4i
- TenaCiti 1.4i
- CitiSport 1.4i et 1.6i
- CitiRox 1.4i et 1.6i

La production a pris fin le 2 novembre 2009, après 377 484 exemplaires produits. Une série spéciale Final Edition limitée à 1000 exemplaires fut produite, uniquement disponible en bleu nuit ou noir nacré avec le moteur 1.6i.

## Références

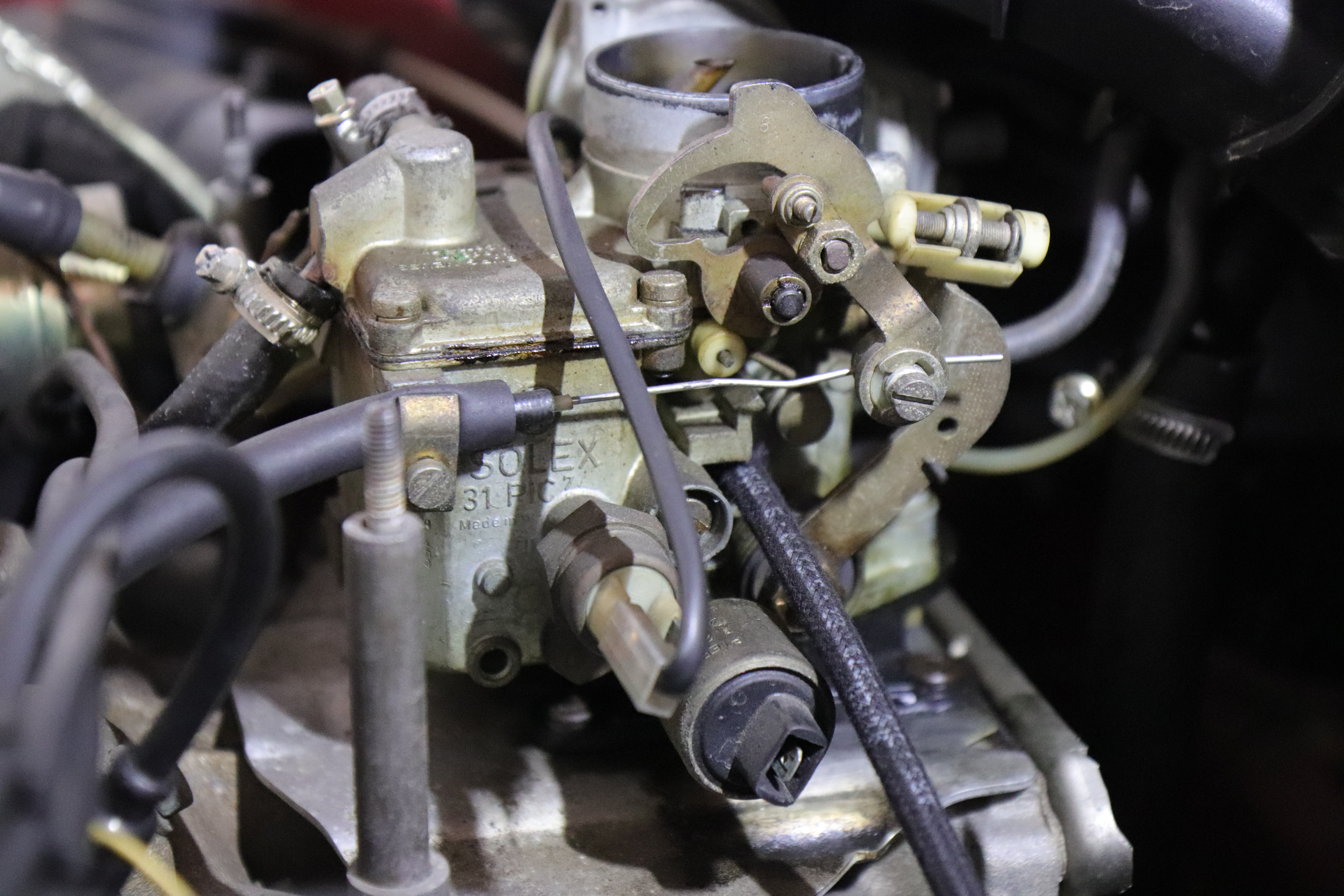
Carburateur Solex équipant un moteur de Volkswagen Golf I LX. Septembre 2020.